# Arena Arda
Arena Arda (bułg. Арена Арда) – wielofunkcyjny stadion w Kyrdżali, w Bułgarii. Został otwarty w 1963 roku. Może pomieścić 10 000 widzów. Swoje spotkania na stadionie rozgrywają piłkarze klubu Arda Kyrdżali.
Stadion został otwarty w 1963 roku. Obiekt przechodził większe renowacje w latach 80. XX wieku (stadion został wówczas m.in. wyposażony, jako jeden z pierwszych w Bułgarii, w plastikowe krzesełka) oraz w drugiej dekadzie XXI wieku. W 2018 roku jego dotychczasową nazwę („Drużba”) zmieniono na „Arena Arda”. W roku 2020 zainstalowano na obiekcie sztuczne oświetlenie.
2 maja 1984 roku na stadionie rozegrano mecz finałowy piłkarskiego Pucharu Bułgarii (Lewski-Spartak Sofia – Trakia Płowdiw 1:0). Spotkanie to według nieoficjalnych danych obejrzało z trybun 30 000 widzów, co najprawdopodobniej jest rekordem frekwencji stadionu.